# Замир, Ави
А́ви Зами́р (ивр. אבי זמיר‎) (род. 22 мая 1958, Гиватаим, Израиль) — генерал-майор запаса Армии обороны Израиля; в последней армейской должности — глава Управления кадров Генштаба армии (с июля 2008 года по июнь 2011 года). Генеральный директор израильской девелоперской компании Gindi TLV.

## Биография
Ави Замир родился 22 мая 1958 года в Гиватаиме.

### Военная карьера
В 1977 году Замир был призван на службу в Армии обороны Израиля.
Исполнял различные должности в области управления кадров, в том числе служил начальником отдела личного состава (ивр. קצין שלישות‎) регулярной бригады, начальником отдела личного состава дивизии и главой Отделения кадрового планирования резерва (ивр. ענף תכנון כוח אדם מילואים‎) Управления кадров Генштаба армии.
В дальнейшем командовал Администрацией призыва (ивр. מינהל הגיוס‎) и Департаментом регулярной службы (ивр. מחלקת סדיר‎) в Командовании сухопутных войск.
В 2001 году получил звание бригадного генерала и был назначен главой Отдела планирования и администрации кадров (ивр. רח"ט תומכ"א‎) Управления кадров. В этой должности, помимо прочего, курировал проект «Должная интеграция» (ивр. שילוב ראוי‎), предназначенный для расширения возможностей распределения женщин на должности, ранее занимаемые исключительно мужчинами, при сохранении межполового разделения, предписанного религиозным законом. В 2005 году стал начальником штаба (ивр. רמ"ט‎) Управления кадров, при этом командовал Отделом личного состава (ивр. חטיבת הפרט‎) Управления кадров.
В июле 2008 года Замиру было присвоено звание генерал-майора, и он был назначен главой Управления кадров Генерального штаба Армии обороны Израиля, сменив на посту генерал-майора Элазара Штерна. Во время назначения Управление носило название «Управление человеческих ресурсов» (ивр. אמ"ש‎ АМА́Ш), но, спустя неделю после назначения Замира, Управлению было возвращено прежнее название: ивр. אכ"א‎ А́КА.
Стал известен в этой должности борьбой за сокращение объёмов уклонения от срочной военной службы, в том числе посредством привлечения общественного мнения к уклонению от службы со стороны известных личностей. В том числе призывал к бойкоту продукции, рекламируемой супермоделью Бар Рафаэли, избежавшей призыва в армию вследствие фиктивного брака. Также, в соответствии с директивой министра обороны Эхуда Барака, вёл борьбу с призывами солдат к отказу от исполнения данных правительством директив (в контексте эвакуации поселений на контролируемых армией территориях), высказанными представителями определённых высших религиозных заведений.
26 мая 2011 года было принято решение о назначении Орны Барбивай преемницей Замира. 23 июня 2011 года Замир передал Барбивай пост главы Управления кадров и вышел в отпуск накануне выхода в запас из армии.

### После выхода в запас
В июле 2011 года был назначен заместителем генерального директора по персоналу в компании сотовой связи «Партнер тикшорет», однако уже в сентябре того же года заявил об уходе с должности, после того как, по его словам, получил карьерное «предложение, от которого невозможно отказаться». 2 октября 2011 года поступило сообщение о назначении Замира генеральным директором компании «Тадиран Group» по производству и распространению электротоваров и по установке и поддержке кондиционеров и прочих систем кондиционирования воздуха. Оставался на этой должности до 2014 года.
В январе 2015 года вошёл в состав Совета директоров компании Hod Assaf Industries (ивр. חד-אסף תעשיות‎ «Ход-Аса́ф Таасийо́т»), занимающейся производством и переработкой строительных железных конструкций и частей. С февраля 2021 года также входит в состав совета директоров израильской страховой компании «Шомера» в качестве независимого директора.
В 2015 году Замир был также назначен генеральным директором израильской девелоперской компании Gindi TLV.

### Образование и личная жизнь
За время военной службы Замир получил степень бакалавра Хайфского университета (в области социологии) и степень магистра делового администрирования Университета имени Бен-Гуриона.
Женат, отец троих детей, проживает в Нес-Ционе.